# Forskningsetik
Forskningsetik är etik inom vetenskaplig forskning, vilket innebär tillämpningen av grundläggande etiska principer på forskning samt är forskares yrkesetik. Området omfattar bland annat regler och föreskrifter gällande planering och utförande av experiment med människor, djurförsök, forskning inom vissa områden (bland annat stamceller och kloning) samt undvikande av plagiat eller forskningsfusk. I vissa fall finns de forskningsetiska reglerna i tvingande lagstiftning, där brott mot dem kan medföra straff. Andra former av forskningsetiska regler finns i upprop och kodexar som inte på samma sätt är tvingande att följa.
Ett vanligt synsätt är att den enskilde forskaren själv ytterst bär ansvaret för att forskningen är av god kvalitet och etiskt/moraliskt acceptabel. Detta var bland annat det synsätt som den svenska kommittén om forskningsetik, en offentlig utredning, använde sig av i sin rapport från 1999.
Forskningsetiken är mest utvecklad och tydligt kodifierad inom medicinsk forskning, där grundstenen är Helsingforsdeklarationen från 1964.

## Historik
Forskningsetiken, i form av kodexar och liknande, växte till stor del fram som en reaktion mot forskning som omfattade farliga experiment med människor. Detta gällde inte minst de dödliga experiment som förekom i Nazityskland och Japan i samband med andra världskriget, men även diverse medicinska experiment i olika västländer fram till 1950-talet. Exempel är de svenska Vipeholmsexperimenten och amerikanska studier av effekter av kärnvapen och joniserande strålning. Efter det har även psykologiska experiment uppmärksammats och ifrågasatts från etisk synpunkt, såsom  Milgrams lydnadsexperiment och Stanfordexperimentet.
Senare har forskningsetiken även kommit att fokusera på olika former av oredlighet i forskning.

## Forskningsetik i kulturen
Långfilmen Sockerexperimentet är baserad på de kariesexperiment som utfördes på Vipeholm. Forskningsetiken är ett genomgående tema i filmen. 